# El manifiesto negro
El manifiesto negro, (título original en inglés: Icon), novela del escritor británico Frederick Forsyth, publicada originalmente en el año 1996. 

## Trama
La acción, ambientada en el año 1999, nos traslada a una Rusia que se hunde entre una profunda crisis económica y las garras de la mafia. Faltan pocos meses para las elecciones presidenciales, y el casi seguro triunfador es Igor Komárov, carismático líder de la extrema derecha nacionalista que promete devolver la esperanza a un pueblo derrotado. Sin embargo, a manos del Reino Unido llega un comprometedor documento secreto firmado por el propio Komárov, en el cual se deja en claro que, más que asistir al resurgimiento de una nación, el mundo estaría a punto de presenciar el ascenso al poder de un segundo Hitler. Oficialmente, no se puede hacer nada, pero un grupo de eminentes personalidades del mundo político occidental decide evitarlo por sus propios medios.
Para ello, recurrirán al exagente de la CIA Jason Monk, del cual el libro narra mediante flashbacks su carrera como controlador de varios espías infiltrados al otro lado del Telón de Acero a finales de la década del '80 y comienzos de los '90.

## Adaptaciones
Existe una adaptación cinematográfica basada (muy ligeramente) en esta novela